# Alliance démocratique nationale (Bosnie-Herzégovine)
Pour l’article homonyme, voir Alliance démocratique nationale.
L'Alliance démocratique nationale (en serbe cyrillique : Демократски народни савез ; en serbe latin : Demokratski Narodni Savez ; en abrégé : DNS) est un parti politique de la république serbe de Bosnie et de la Bosnie-Herzégovine. Il a son siège à Banja Luka et est dirigé par Marko Pavić, le maire de Prijedor. Il fait partie de la mouvance du conservatisme social[réf. nécessaire].
L'Alliance démocratique nationale a remporté 3 sièges sur 31 lors des élections locales à Banja Luka en 2008.